# Świerzno, Powiat kamieński

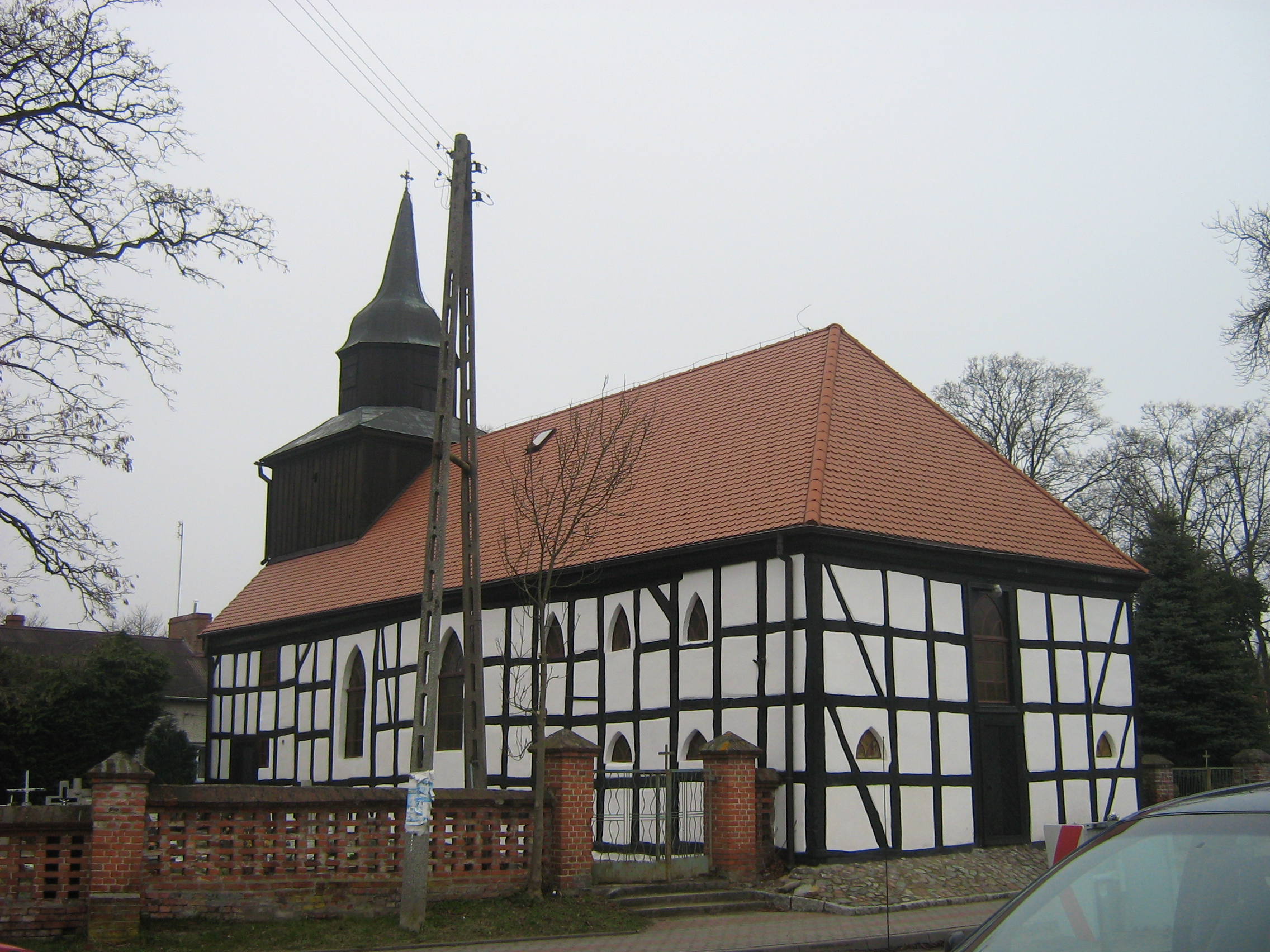
Trefaldighetskyrkan i Świerzno.

För orten i Pommerns vojvodskap, se Świerzno, Miastko.
Świerzno, tyska: Schwirsen, är en by och centralort i landskommun Gmina Świerzno i nordvästra Polen, tillhörande distriktet Powiat kamieński i Västpommerns vojvodskap. Orten har omkring 670 invånare och är belägen 12 kilometer öster om staden Kamień Pomorski. Świerznos landskommun, Gmina Świerzno, har sitt säte i orten och hade totalt 4 331 invånare år 2014.